# 斐濟美人魚

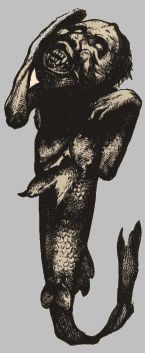
1842年展出的斐濟美人魚畫像

斐濟美人魚是一具由風乾的幼猴上半身與魚下半身縫合而成的木乃伊偽標本。魚鱗上黏有動物毛，胸部長著下垂乳房，並做出張嘴露牙，右手緊貼右臉頰，左手撐著下巴的動作。它是美國馬戲團開創者P.T.巴納姆的眾多騙局之一，他向觀眾謊稱該美人魚是在南太平洋斐濟附近海域捕獲的。
1842年，巴納姆曾在紐約巴納姆美國珍奇博館展出斐濟美人魚原件，其後也製作許多複製品與變體，以相同的名義展出。然而原件現已佚失，很可能與巴納姆的其他收藏一樣毀於火災。